# エルレンドゥール・ハラルドソン
エルレンドゥール・ハラルドソン（Erlendur Haraldsson、1931年 - ）は、アイスランド大学社会科学部の心理学の名誉教授。心理学や精神医学の雑誌に記事を寄稿してきており、超心理学の著作を著し、超心理学雑誌の論文も多数執筆してきた。

## 学位
1954年から1958年にかけて、アイスランド大学、エディンバラ大学、フライブルグ大学で哲学を学び、1959年から1963年には執筆業で生計を立てた。フライブルグとミュンヘン大学では、心理学を学び学位を取得した。1969年から翌年ではノースカロライナ州ダラムの超心理学研究所の研究員で、1970年から翌年ではバージニア大学シャーロッツビルの精神科で、臨床心理学の研修を受けた。1972年、フライブルク大学の心理学者、ハンス・ベンダーのもとで博士号取得。

## 経歴
エルレンドゥールは、1972年から1974年、American Society for Psychical Researchで研究員を務めた。1973年にはアイスランド大学の教職員となり、1989年に心理学の教授となる。1999年には教授職は辞した。
宗教や民俗信仰を調査し、1970年代の無作為にアイスランドとった2調査では、超常現象を信じる人々が多いということを裏付けた。
超心理学協会からキャリア賞、心霊現象研究協会からマイヤーズ記念賞を受賞。
カーリス・オシスとの共著、『人は死ぬ時何を見るのか : 臨死体験一〇〇〇人の証言』は題名通りのものである。その信頼性についての批判も起こした。
サティヤ・サイ・ババの超常現象と奇蹟を調査した『サイ・ババの奇蹟 : インドの聖者の超常現象の科学的研究』も執筆している。ババは実験のための統制条件下で超常現象を起こすことを拒否したのでインタビューを行った。